# Die Reise um die Erde in 80 Tagen (Suppè)
Die Reise um die Erde in 80 Tagen ist ein Schauspiel nach dem gleichnamigen Roman von Jules Verne. Franz von Suppè schrieb für die deutsche Übersetzung hierfür eine Begleitmusik. Die Uraufführung fand am 28. März 1875 im Carltheater in Wien statt.

## Entstehungsgeschichte
Jules Verne selbst hatte seinen Roman mit Hilfe des Co-Autors Adolphe d’Ennery dramatisiert. Für Wien wurde es von Carl Treumann ins Deutsche übersetzt. Suppé wurde beauftragt, statt der ursprünglichen Musik eines französischen Komponisten eine neue zu schreiben.

## Stück und Musik
Aufgrund der Geschehnisse im Roman verbunden mit häufigen Ortswechseln wurde das Bühnenstück zur wahren Ausstattungsorgie. Es gab insgesamt 15 sogenannte Tableaus (Bühnenbilder) und die Schauplätze wechselten u. a. von London aus über den Suezkanal nach Indien, Borneo, San Franzisko, den Wilden Westen und auf die hohe See.
Die Presse zeigte sich begeistert von Stück, Ausstattung und Darstellung. Besonders bewundert wurden neben den künstlerisch gestalteten Bühnenbilder die Spezialeffekte wie die Bewältigung der Wilden durch das Militär, der Untergang der "Henrietta", der Kampf der Geretteten mit den anstürmenden Wogen und die Szene mit dem Scheiterhaufen, bei der ein leibhaftiger Elefant auftrat. Von Suppés Musik wurde dagegen nur am Rande Notiz genommen: „Ein Wort freundlicher Erwähnung verdient die hübsche Musik von Kapellmeister Suppé.“
„[Die Szenenbilder] machen den größten Eindruck und werden noch gehoben durch die stimmungsvollen, teilweise originellen Musiknummern, die Suppé zu dem Werke komponiert hat.“
Seit 2022 gibt es eine Einspielung von Suppès Begleitmusuk (siehe Tonträger). Diese ist leitmotivisch angelegt; wie heutzutage im Film sind wiederkehrende Motive Personen, Geschehnissen oder Schauplätzen zugeordnet. Neben sehr kurzen Sequenzen gibt es auch großartiger „Bilderbögen“, glänzend „illustriert“ und entsprechend den Schauplätzen „koloriert“. So kann man im Kanal von Suez eine reisende Kamelkarawane mitempfinden, in der Scheiterhaufen-Szene hört man förmlich das Stampfen des Elefanten und beim Überfall auf die Pacific Bahn werden Geräusche eines herannahenden, eines in der Ferne verschwindenden und wieder zurückkommenden Zuges musikalisch umgesetzt. Das Ganze wirkt wie ein klassischer Hollywood Kollosal Film, zum denen auch die Verfilmung dieses Romans zählt.

## Tonträger
Franz von Suppè: Die Reise um die Erde in 80 Tagen, Label Naxos, Janácek Philharmonic Orchestra, Dario Salvi